# Centre national de baguage
Pour les articles homonymes, voir CNB.
Le Centre national de baguage (CNB) est un établissement scientifique ornithologique algérien situé dans la forêt de Réghaïa, à Alger en Algérie.

## Localisation
Le Centre national de baguage de Réghaïa est situé à 29 kilomètres à l'est d'Alger, à 80 kilomètres à l'est de Tipaza et à 1 kilomètre de la Méditerranée. Il est localisé au sud de la forêt de Réghaïa dans la Mitidja de la basse Kabylie.

## Présentation

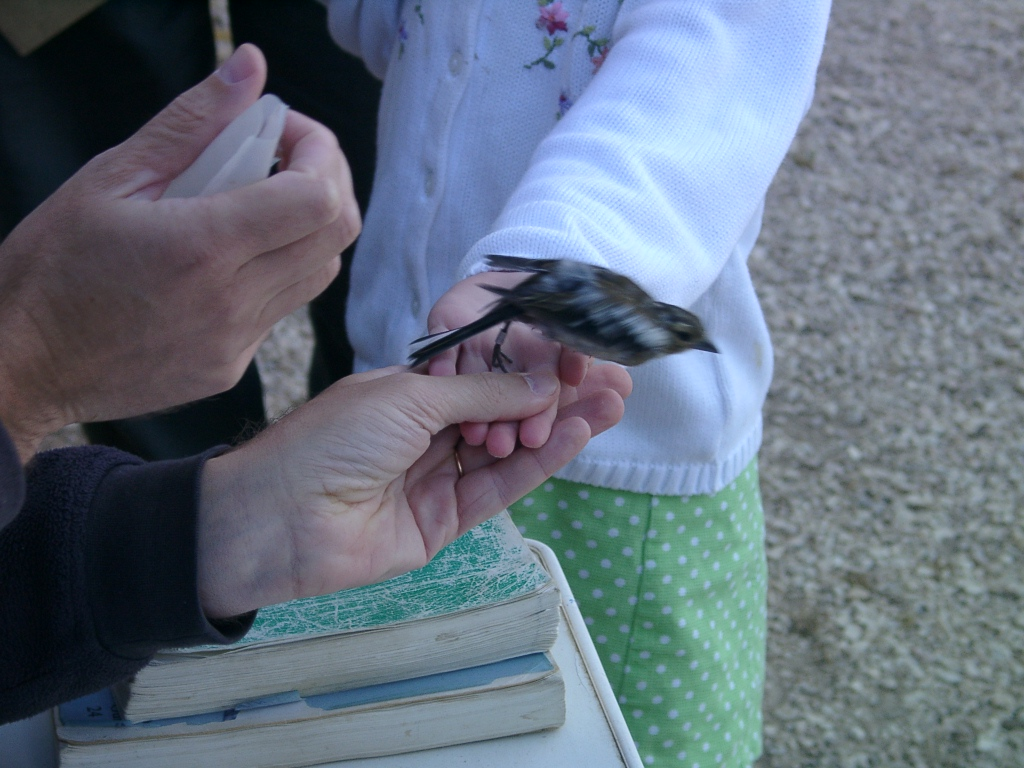
Baguage d'un oiseau.

Le Centre national de baguage (CNB) permet de suivre les oiseaux sauvages par leur marquage par bague en vue d'étudier plusieurs aspects de leur vie en milieu naturel, comme les déplacements migratoires.
Le CNB collabore ainsi avec plusieurs centres internationaux, car les régions parcourues par les oiseaux bagués peuvent être très éloignées, spécialement lors de leur migration.
Chaque bague posée sur un oiseau est unique grâce à un code alphanumérique couplé avec un fichier contenant diverses informations sur cet oiseau (nom de l'espèce, sexe ou encore âge) ainsi que la date et le lieu du baguage. 
À ces informations, peuvent s'ajouter diverses données biométriques (masse, longueurs de l'aile et du bec, adiposité, etc.).
Ce centre œuvre, par l'organisation de lâchers d’oiseaux à travers l’Algérie, à la création d’un réseau national d'unités de baguage et finalement l'intégration au réseau international.

## Activités

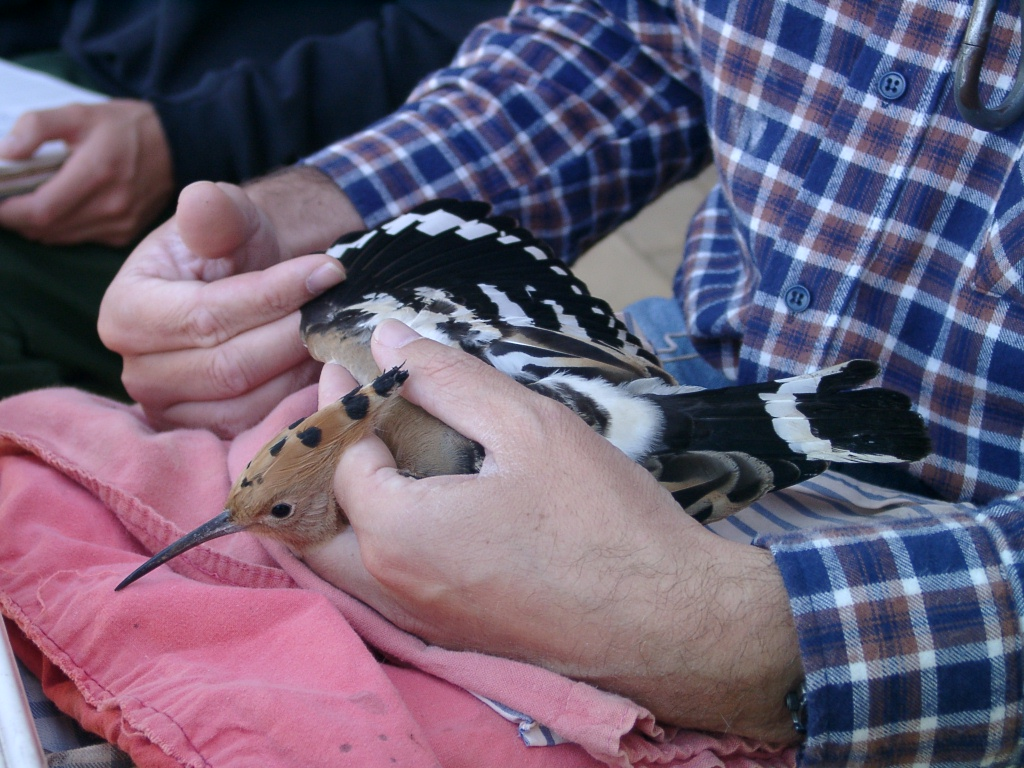
Baguage d'un oiseau.

Le CNB recense les espèces ornithologiques régulièrement présentes dans la forêt de Réghaïa et partout en Algérie.
Les oiseaux bagués contrôlés dans la réserve naturelle de Réghaïa sont originaires de Camargue, parmi lesquels décompte le flamant rose et l’ibis falcinelle.
Les bagues retrouvées sur des oiseaux tués dans le cadre de la chasse permettent aux chasseurs et aux chercheurs de relever des informations sur les espèces d’oiseaux concernées, ainsi que leur provenance.
Auparavant, les bagues retrouvées étaient généralement prises en charge par les chasseurs eux-mêmes qui les retournaient à leurs pays d'origine, et le CNB a été créé pour systématiser cette procédure.
Cette systématisation permet ainsi l’exploitation des données de baguage de ces espèces de gibier ornithologique en Algérie.

## Programmes

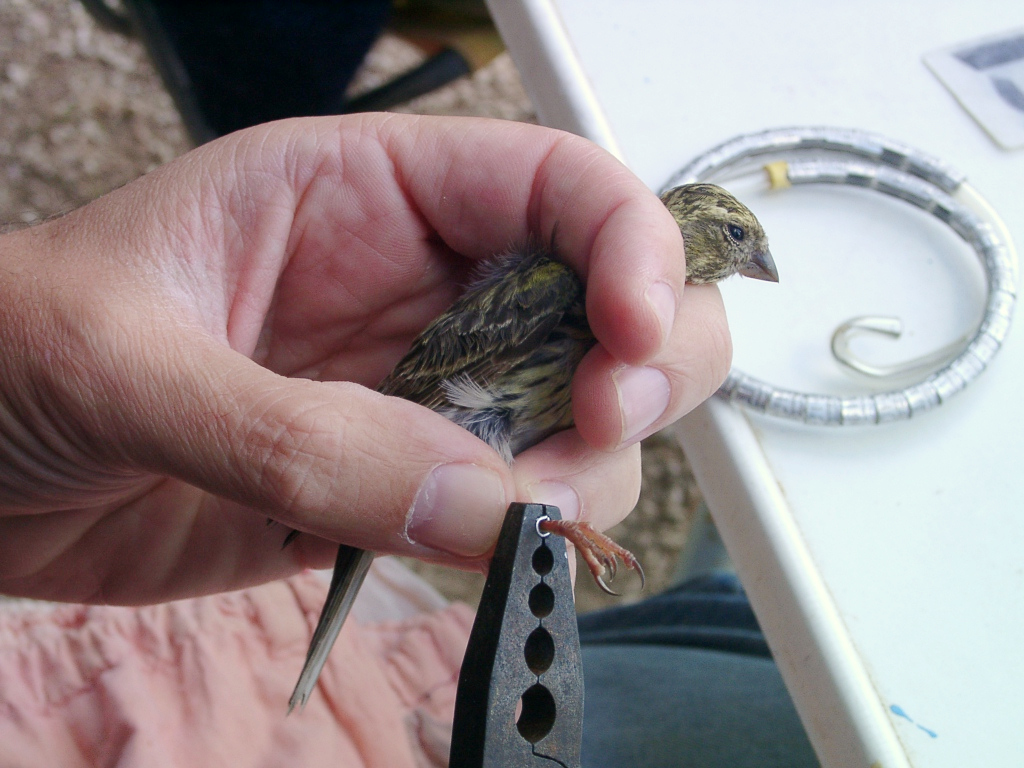
Baguage d'un oiseau.

La mise en place du CNB vise à encourager l'exploitation des données du baguage qui permettent d’avoir une meilleure connaissance de la migration et de l’hivernage des oiseaux migrateurs, et par voie de conséquence l’identification des actions futures d’une gestion rationnelle des populations migratrices. 
De plus, les programmes du CNB permettent un diagnostic sur les pertes en zones d’hivernage dues à la sécheresse et au braconnage.
Puisque beaucoup des oiseaux des réserves naturelles algériennes sont migrateurs, leur suivi efficace par le CNB requiert la collaboration avec des programmes internationaux mis en place, comme en Europe avec European Union for Bird Ringing (Euring), l'Islande, la Turquie ou encore l'Ukraine.

### Recherche forestière
- Institut national de recherche forestière (INRF)
- Centre cynégétique de Réghaïa (CCR)
- Centre cynégétique de Zéralda (CCZ)